# Патрасуй
Патрасу́й (рос. Патрасуй) — присілок у складі Березовського району Ханти-Мансійського автономного округу Тюменської області, Росія. Входить до складу Саранпаульського сільського поселення.
Населення — 1 особа (2010, 0 у 2002).